# Coppa Italia di Serie A2 2016-2017 (pallavolo maschile)
La Coppa Italia di Serie A2 2016-2017 si è svolta dal 15 dicembre 2016 al 29 gennaio 2017: al torneo hanno partecipato otto squadre di club italiane e la vittoria finale è andata per la prima volta alla Emma Villas.

## Regolamento
Le squadre hanno disputato quarti di finale, semifinali e finale.

## Squadre partecipanti
| Squadra           | Qualificazione                                          | Ultima partecipazione            |
| ----------------- | ------------------------------------------------------- | -------------------------------- |
| Aversa            | 4ª al girone di andata Serie A2 2016-17 (girone bianco) | Debutto                          |
| Atlantide Brescia | 3ª al girone di andata Serie A2 2016-17 (girone blu)    | Debutto                          |
| New Mater         | 1ª al girone di andata Serie A2 2016-17 (girone bianco) | Coppa Italia di Serie A2 2011-12 |
| Civita Castellana | 4ª al girone di andata Serie A2 2016-17 (girone blu)    | Coppa Italia di Serie A2 2015-16 |
| Mondovì           | 1ª al girone di andata Serie A2 2016-17 (girone blu)    | Debutto                          |
| Emma Villas       | 2ª al girone di andata Serie A2 2016-17 (girone bianco) | Coppa Italia di Serie A2 2015-16 |
| Marconi           | 2ª al girone di andata Serie A2 2016-17 (girone blu)    | Debutto                          |
| Tuscania          | 3ª al girone di andata Serie A2 2016-17 (girone bianco) | Coppa Italia di Serie A2 2015-16 |

## Torneo

### Tabellone
|  | Quarti | Quarti            | Quarti |  |     | Semifinali | Semifinali        | Semifinali |  |     | Finale      | Finale   | Finale |
|  |        |                   |        |  |     |            |                   |            |  |     |             |          |        |
|  | 1bl    | Mondovì           | 3      |  |     |            |                   |            |  |     |             |          |        |
|  | 1bl    | Mondovì           | 3      |  |     |            |                   |            |  |     |             |          |        |
|  | 4bi    | Aversa            | 1      |  |     |            |                   |            |  |     |             |          |        |
|  | 4bi    | Aversa            | 1      |  | 1bl | Mondovì    | 1                 |            |  |     |             |          |        |
|  |        |                   |        |  | 1bl | Mondovì    | 1                 |            |  |     |             |          |        |
|  |        |                   |        |  |     | 2bi        | Emma Villas       | 3          |  |     |             |          |        |
|  | 2bi    | Emma Villas       | 3      |  |     | 2bi        | Emma Villas       | 3          |  |     |             |          |        |
|  | 2bi    | Emma Villas       | 3      |  |     |            |                   |            |  |     |             |          |        |
|  | 3bl    | Atlantide Brescia | 0      |  |     |            |                   |            |  |     |             |          |        |
|  | 3bl    | Atlantide Brescia | 0      |  |     |            |                   |            |  | 2bi | Emma Villas | 3        |        |
|  |        |                   |        |  |     |            |                   |            |  | 2bi | Emma Villas | 3        |        |
|  |        |                   |        |  |     |            |                   |            |  |     | 3bi         | Tuscania | 0      |
|  | 2bl    | Marconi           | 2      |  |     |            |                   |            |  |     | 3bi         | Tuscania | 0      |
|  | 2bl    | Marconi           | 2      |  |     |            |                   |            |  |     |             |          |        |
|  | 3bi    | Tuscania          | 3      |  |     |            |                   |            |  |     |             |          |        |
|  | 3bi    | Tuscania          | 3      |  | 3bi | Tuscania   | 3                 |            |  |     |             |          |        |
|  |        |                   |        |  | 3bi | Tuscania   | 3                 |            |  |     |             |          |        |
|  |        |                   |        |  |     | 4bl        | Civita Castellana | 1          |  |     |             |          |        |
|  | 1bi    | New Mater         | 2      |  |     | 4bl        | Civita Castellana | 1          |  |     |             |          |        |
|  | 1bi    | New Mater         | 2      |  |     |            |                   |            |  |     |             |          |        |
|  | 4bl    | Civita Castellana | 3      |  |     |            |                   |            |  |     |             |          |        |
|  | 4bl    | Civita Castellana | 3      |  |     |            |                   |            |  |     |             |          |        |

### Risultati

#### Quarti di finale
| 15 dicembre 2016 PalaManera, Mondovì Durata: 1h:20 - Spettatori: 313             | Mondovì     | 3 - 1 | Aversa            | 25-15, 25-19, 21-25, 25-16        |
| 15 dicembre 2016 PalaEstra, Siena Durata: 1h:17 - Spettatori: 500                | Emma Villas | 3 - 0 | Atlantide Brescia | 25-18, 25-19, 25-23               |
| 15 dicembre 2016 PalaGrotte, Castellana Grotte Durata: 2h:16 - Spettatori: 1 098 | New Mater   | 2 - 3 | Civita Castellana | 25-23, 22-25, 25-23, 23-25, 14-16 |
| 15 dicembre 2016 PalaRota, Spoleto Durata: 2h:09 - Spettatori: 476               | Marconi     | 2 - 3 | Tuscania          | 18-25, 25-22, 25-23, 23-25, 10-15 |

#### Semifinali
| 29 dicembre 2016 PalaManera, Mondovì Durata: 1h:40 - Spettatori: 930 | Mondovì  | 1 - 3 | Emma Villas       | 16-25, 25-20, 17-25, 23-25 |
| 29 dicembre 2016 PalaMalè, Viterbo Durata: 2h:09 - Spettatori: 1 072 | Tuscania | 3 - 1 | Civita Castellana | 27-25, 25-21, 23-25, 25-17 |

#### Finale
| 29 gennaio 2017 Unipol Arena, Casalecchio di Reno Durata: 1h:17 - Spettatori: 4 800 | Emma Villas | 3 - 0 | Tuscania | 25-19, 25-15, 25-22 |